# Concerto pour piano no 24 de Mozart
Pour les articles homonymes, voir Concerto pour piano (homonymie).
Le Concerto pour piano no 24 en do mineur, K. 491, est un concerto pour piano du compositeur classique Wolfgang Amadeus Mozart.

## Historique

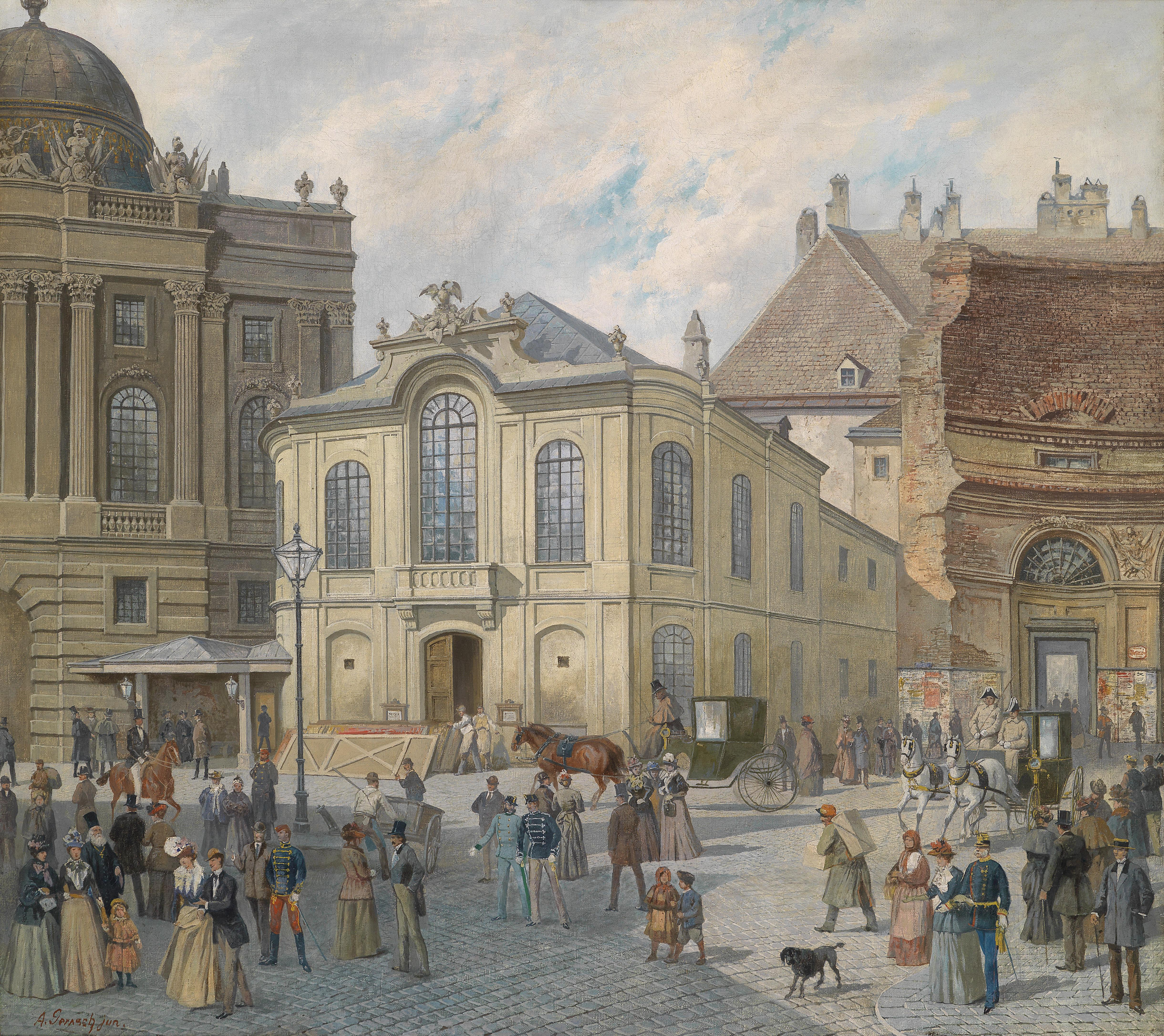
Le Burgtheater, lieu de création du concerto en ut mineur.

Le concerto a été achevé le 24 mars 1786 à Vienne, trois semaines après le 23e concerto pour piano K.488auquel il est associé dans l'esprit de son auteur, sa couleur générale dramatique « exprime les épreuves et les combats que doit affronter l'homme pour maîtriser cette vie et lui donner un sens ».
La première représentation fut jouée le 7 avril 1786 au Burgtheater de Vienne.
Le manuscrit du concerto est conservé au Royal College of Music.

## Structure
Comme les concertos de forme classique, le Concerto pour piano no 24 en do mineur comporte trois mouvements :
1. Allegro, en do mineur, à 
, 523 mesures
2. Larghetto, en mi bémol majeur, à , 89 mesures
3. Allegretto, en do mineur, à , sections répétées 2 fois : mesures 1 à 8, mesures 9 à 16, mesures 17 à 24, mesures 25 à 32, ➜ en do majeur à la mesure 165 ➜ en do mineur à la mesure 201 ➜ à 
 à la mesure 221, 287 mesures

Durée : environ 32 minutes

### Allegro
Le premier thème est énoncé à l'unisson. En quelques mesures, Mozart utilise tous les degrés de la gamme chromatique, presque sans tonalité définie.

### Larghetto
Le Larghetto est aussi simple que l'Allegro était complexe : un rondo de forme A – B – A, un couplet au relatif mineur, le refrain interrompu par un couplet en mineur, et le retour du refrain entier suivi d'une courte coda.

### Allegretto
Le finale est un Allegretto est un thème à huit variations. Le thème, pesant, évoque une marche funèbre. C'est le seul concerto à finir sur un état de dépression.

## Orchestration
| Orchestration du Concerto pour piano no 24                           |
| Clavier                                                              |
| piano                                                                |
| Cordes                                                               |
| premiers violons, seconds violons, altos, violoncelles, contrebasses |
| Bois                                                                 |
| 1 flûte, 2 hautbois, 2 clarinettes en si bémol, 2 bassons            |
| Cuivres                                                              |
| 2 cors en mi bémol, 2 trompettes en do (tacet dans le Larghetto)     |
| Percussions                                                          |
| 2 timbales en do et sol (tacet dans le Larghetto)                    |

C'est le seul des concertos qui comporte à la fois les hautbois et les clarinettes.